# ピエール・プティ (物理学者)
ピエール・プティ（Pierre Petit、 1598年12月31日 又は 1594年12月8日 - 1677年8月20日）は、フランスの数学者、物理学者、天文学者、装置製作者である。

## 生涯
プティは、フランス中部のモンリュソンで、地方官吏の家に、4人兄弟の長男として生まれた。数学と物理学に才能を示したが、1626年に父親の仕事を受け継いだ。
両親が亡くなると、職を辞して官職を売却し、1633年にパリへと移る。パリでは、国王の技師として登用され、砲兵の軍政官も務めフランス各地の港を巡検、イタリアにも派遣された。その後は、国王の技術・地理学の顧問官や、要塞管理官などの任に当たっている。
晩年は、パリ郊外のラニー＝シュル＝マルヌで過ごし、その地で亡くなった。

## 業績

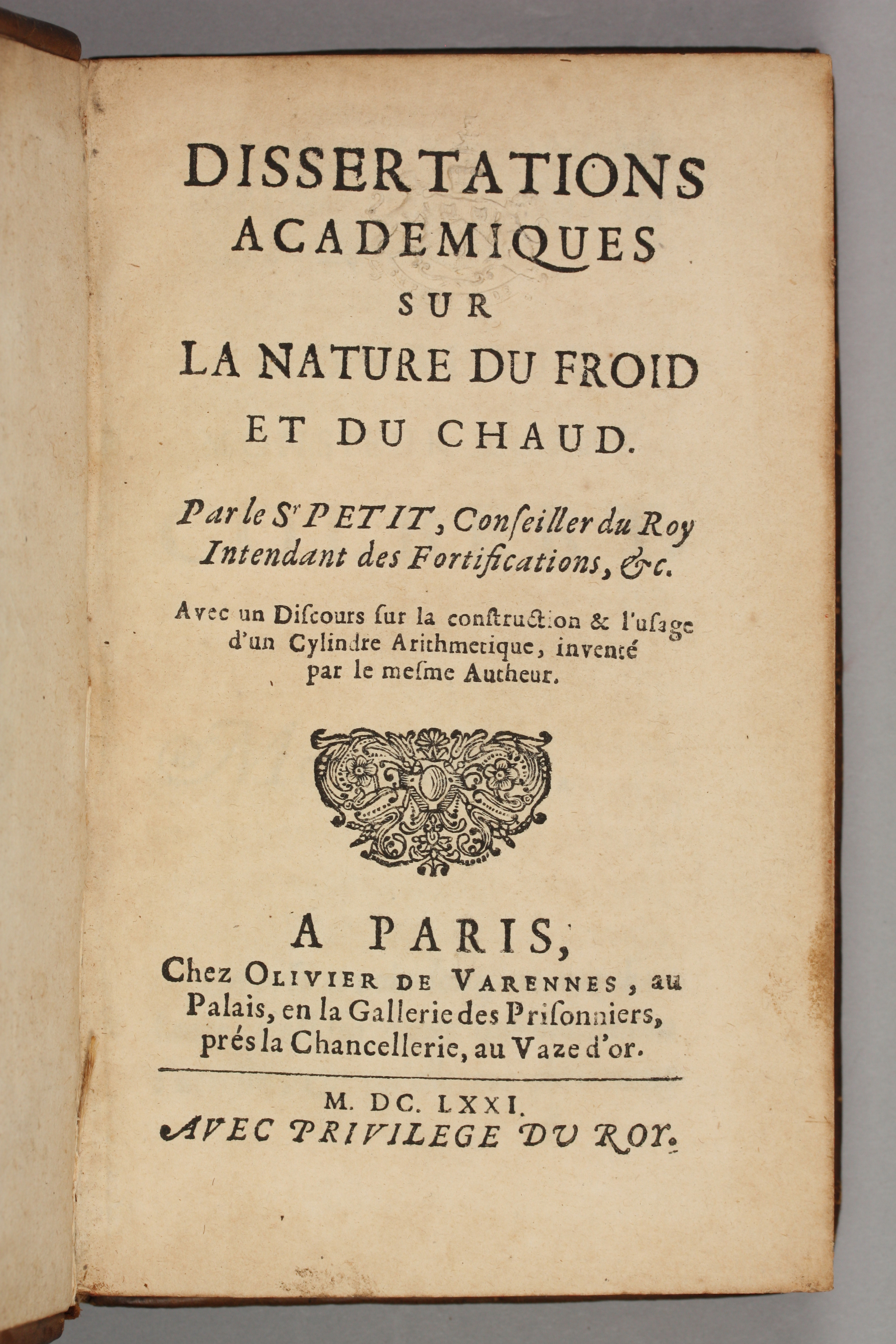
1671年にプティが発表した論文"Dissertations académiques sur la nature du froid et du chaud"の扉

パリに出たプティは、マラン・メルセンヌを中心とする学者達の集まりに加わり、エティエンヌ・パスカル、ブレーズ・パスカル、ルネ・デカルト、ピエール・ド・フェルマーらと親交があった。プティは、デカルトの哲学に強く共鳴し、一方デカルトは、プティの数学・天文学における才能を高く評価している。
科学者としてのプティの仕事は、多岐にわたっている。1646年からパスカル父子と共同で、トリチェリの真空実験の再現実験を行ってその真実性を確認し、新たに追試も実施した。また、フランス有数の天文機器の収集家で、自身でも装置を製作しており、特に星の視直径を正確に測定するマイクロメータの発明は、ジョヴァンニ・カッシーニによる惑星の自転の発見にも一役買った。自身の研究としては、日食・月食の観測や予報、彗星の観測などを行い、論文に発表した。
プティはまた、王立協会で設立当時から幹事を務め、1667年4月4日には外国人初の王立協会フェローの一人に選ばれている。
国王の顧問官を務めていたプティは、フランスの科学研究を発展させるべく、王立天文台などの国家公認の科学機関の創設を訴えていた。しかし、実際にパリ科学アカデミー設立を推進したのは、財務総監のコルベールであって、プティはアカデミーの会員にはなっていない。

## 著作
- Petit, Pierre (1634), L'usage ou le moyen de pratiquer par une règle toutes les opérations du compas de proportion, Paris: Melchior Mondière
- Petit, Pierre (1636), Discours chronologiques contenans l'intention, l'ordre et les maximes des parfaites chronologies, Paris: Pierre Rocolet
- Petit, Pierre (1660), Observationes aliquot eclipsium solis et lunae
- Petit, Pierre (1663), Ignis et lucius natura excercitationes, Paris: Claudium Cramoisy
- Petit, Pierre (1665), Dissertation sur la nature des comètes, Paris: Louis Billaine
- Petit, Pierre (1671), Dissertations académiques sur la nature du froid et du chaud, Paris: Olivier de Varennes